# Refugiados do Afeganistão

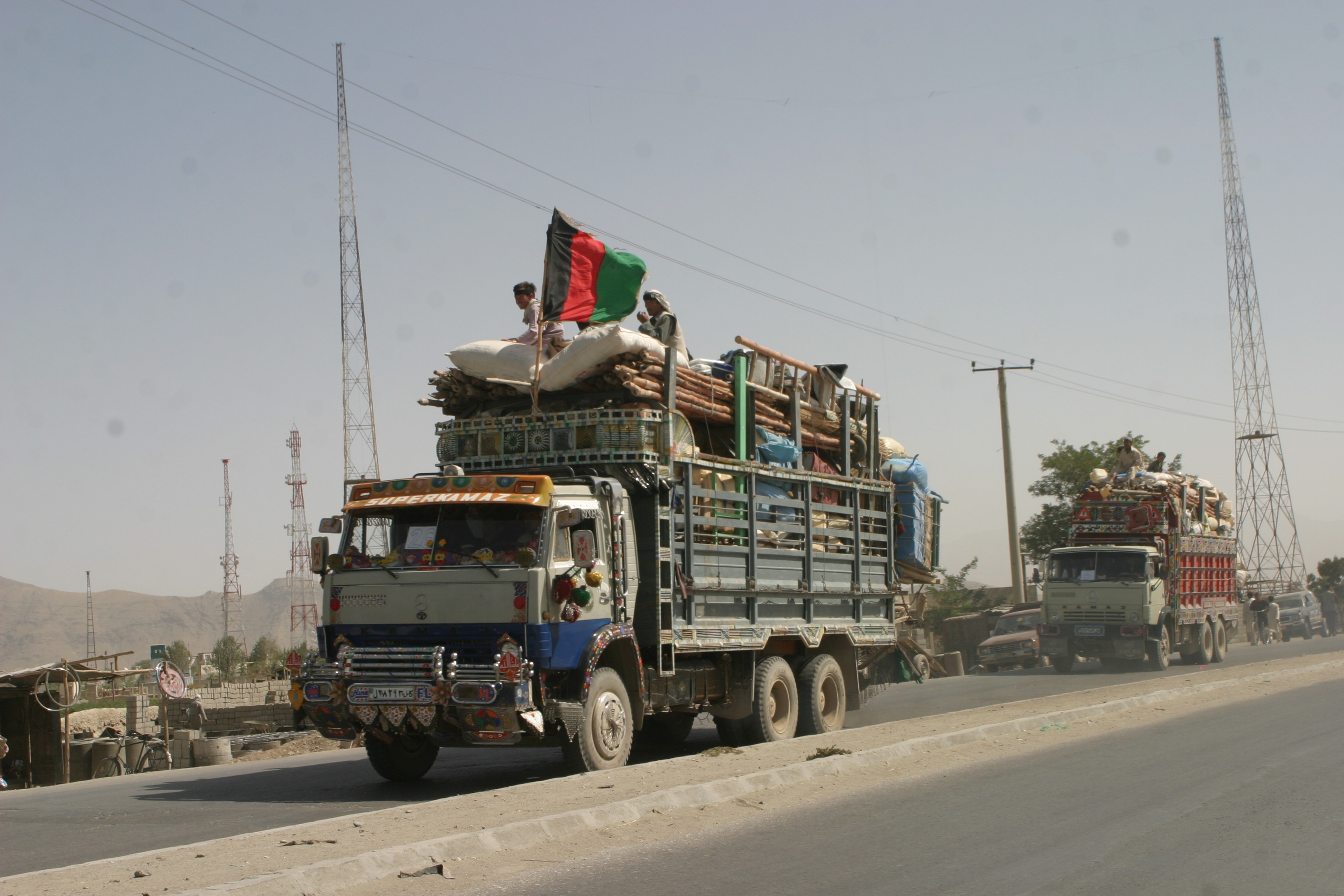
Refugiados afegãos retornando do Paquistão em 2004

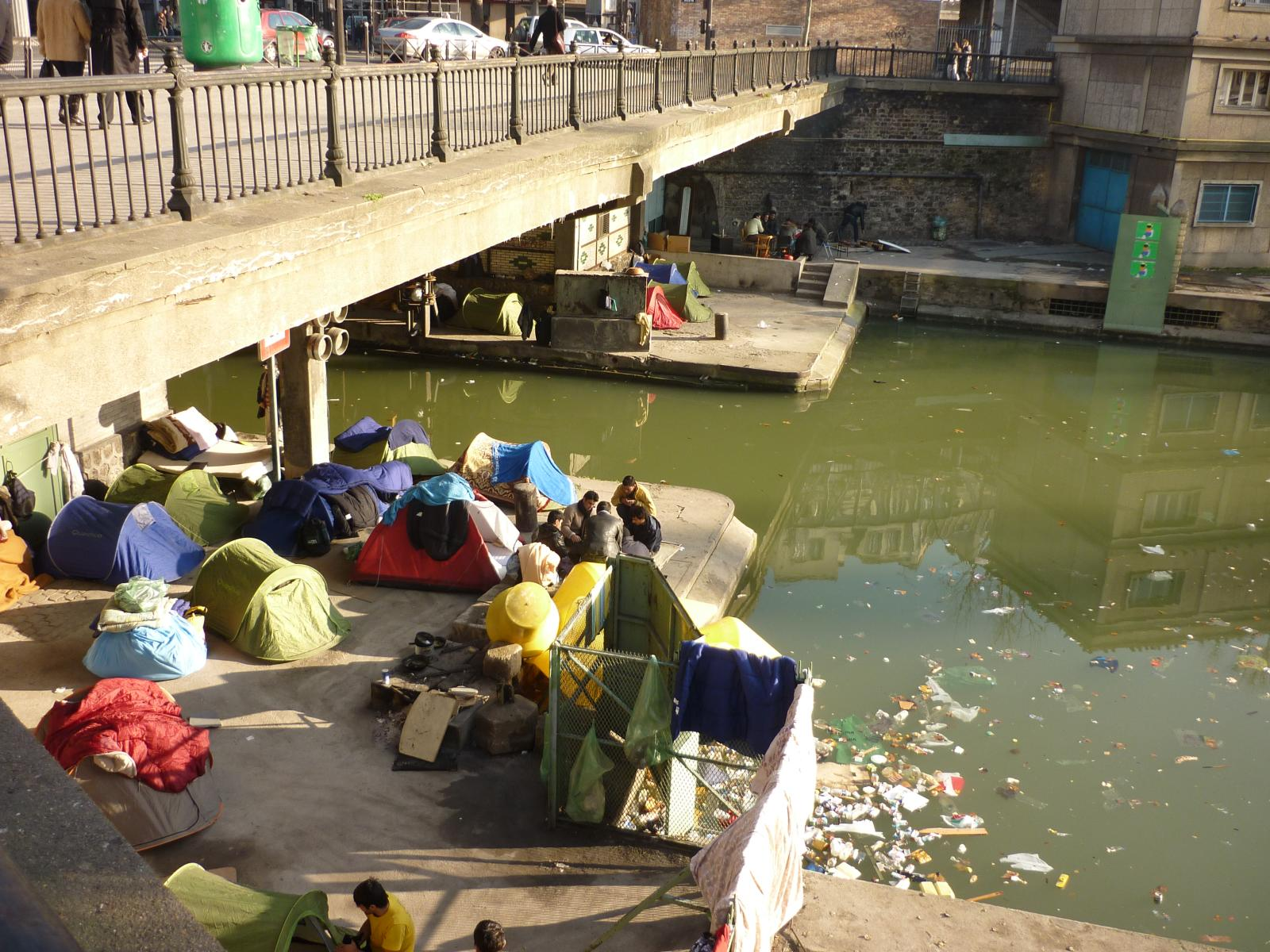
Refugiados afegãos vivendo no Canal Saint-Martin, debaixo de uma ponte, 2010

Os refugiados afegãos são cidadãos do Afeganistão que foram obrigados a abandonar o seu país em resultado de grandes guerras, perseguição, tortura e genocídio. A Revolução de Saur de 1978, seguida pela invasão soviética de 1979, marcou a primeiro movimento de deslocamento interno e migração internacional do Afeganistão para os vizinhos Paquistão e Irã. Números menores foram para a Índia ou para o norte para residirem em várias cidades da então União Soviética. Quando as forças soviéticas deixaram o Afeganistão, em Fevereiro de 1989, muitos refugiados regressaram à sua pátria. Migraram novamente para os países vizinhos durante e após a Guerra Civil Afegã (1992-1996).  
Depois que os soviéticos saíram, houve um constante estado de guerra no Afeganistão por conta da Guerra Civil, a conquista dos talibãs e a invasão ocidental após os ataques de 11 de setembro de 2001. Milhões de pessoas já fugiram da violência, em seguida, em períodos de relativa paz retornaram, apenas para fugir novamente quando os combates recomeçaram. Cerca de seis milhões de refugiados afegãos fugiram para o vizinho Paquistão (principalmente na província de Khyber Pakhtunkhwa) e ao Irã, tornando o Afeganistão a maior nação produtora de refugiados do mundo, um título que ocupou por 32 anos. A grande maioria dos refugiados afegãos (95%) estão localizados no Irã ou Paquistão. 
Com isso, após o término de 2020, de acordo com o relatório Tendências Globais do ACNUR, o Afeganistão era o terceiro país no mundo com maior número de pessoas refugiadas, somando 2,6 milhões de pessoas que tiveram que buscar proteção internacional.
Com a saída das tropas americanas do Afeganistão (encerrada em 30 de Agosto de 2021), milhares de pessoas tentam fugir do Talibã pelas fronteiras terrestres do país, se transformando em uma nova crise de refugiados. 
Barreiras nas fronteiras com o Paquistão e o Irã estão lotadas de pessoas que tentam passar para o outro lado. 
A ONU (Organização das Nações Unidas) reforçou que os países devem acolher os imigrantes, mas muitas passagens estão fechadas, isso porque o aeroporto de Cabul, por onde os afegãos saíam, está fechado desde que o último militar americano saiu da cidade na primeira semana de Setembro de 2021, encerrando a ocupação de vinte anos. 
Há relatos de perseguições a afegãos que ajudaram tropas ocidentais e que não conseguiram sair do Afeganistão. Agressões a mulheres também estariam acontecendo, principalmente em áreas fora da capital, Cabul. 

## Refugiados afegãos na América Latina
O ministro das Relações Exteriores do México, Marcelo Ebrad, recebeu na quarta-feira, dia 25 de agosto de 2021 na Cidade do México um grupo de 124 refugiados afegãos que conta com jornalistas e cientistas. 
Os cidadãos afegãos foram transportados de Cabul à capital mexicana num avião da Força Aérea do Qatar. Os jornalistas são correspondentes de meios de comunicação internacionais, como The New York Times, Washington Post e a revista Times. Todos solicitaram visto humanitário ou asilo político no país latino-americano. O governo mexicano já havia anunciado que estava disposto a receber o afegãos após a retomada do poder do grupo fundamentalista Talibã. 
Entre os refugiados estão cinco cientistas afegãs, que faziam parte da equipe de robótica Afhgan Dreamers, responsável por desenvolver respiradores para atender pacientes com covid-19 no seu país natal.   
Na América Latina, Chile e Costa Rica também manifestaram disposição em receber os afegãos. O Brasil anunciou que poderia recebê-los, mas destacou que os refugiados devem seguir o processo facilitado de pedido de refúgio, similar ao procedimento aplicado com os venezuelanos.

## Organizações que apoiam os refugiados
Empresas como a Airbnb anunciaram que planejam oferecer moradia temporária a 20 mil refugiados afegãos. No comunicado, Brian Chesky, CEO da plataforma de hospedagem, afirmou que eles serão alojados em imóveis listados na empresa, com todos os custos cobertos pela companhia. Também convidou pessoas que não são anfitriãs no site para ajudar e disponibilizar moradias de emergência. Aos que não têm como oferecer abrigo, a plataforma solicitou que contribuam com doações financeiras. “Não há mais tempo a perder”, disse Chesky. 
Para a Verizon entende que manter contato com familiares e amigos que ainda estão em território afegão é fundamental. Por isso, a empresa não vai cobrar chamadas de seus clientes para o Afeganistão, até dia 6 de setembro. 
Outra iniciativa é da Texas Medical Technology, que fornece e distribui equipamentos médicos. A organização planeja contratar 100 refugiados afegãos em um ano para a fábrica de Houston, nos Estados Unidos, de modo que eles possam ter renda. A ideia é empregar ao menos dez pessoas até o final do mês. 
Além de ajudar com recursos financeiros e empregos, é importante zelar pela saúde mental. Neste sentido, a plataforma americana de telemedicina Hims & Herns Health pretende fazer 10 mil chamadas de saúde mental para refugiados afegãos. “Sentimos a responsabilidade moral de agir rápido”, lê-se em nota da empresa 
Há ainda organizações que apoiam os refugiados por meio de ações indiretas, como doações para instituições de caridade. É o caso do Walmart, que, segundo a CNBC, vai doar US$ 1 milhão para grupos que auxiliam os cidadãos nos Estados Unidos. 
Além disso, o Departamento de Defesa dos Estados Unidos mobilizou 18 aeronaves de empresas como United Airlines, American Airlines e Delta Air Lines para ajudar no transporte de pessoas que estão em locais temporários, aós a saída do Afeganistão.

## Tentativa de fuga de Cabul em Agosto de 2021
Milhares de pessoas invadiram a pista no aeroporto internacional de Cabul na segunda-feira, 16 de agosto de 2021, e multidões tentaram entrar em aviões para deixar o Afeganistão, agora dominado pelo Talibã. 
Vídeos mostram pessoas tentando adentrar aeronaves paradas e subindo em um avião da força aérea americana que estava prestes a decolar. 
O tumulto deixou mortos e feridos. Ao menos uma pessoa caiu depois de se pendurar na parte externa de um avião.  
As forças americanas assumiram o controle do local e suspenderam todos os voos do aeroporto Hamid Karzai para tentar controlar a situação.
O porta-voz do Pentágono afirmou também que um soldado ficou ferido e dois afegãos armados foram mortos após terem atirado contra tropas americanas, segundo informações preliminares. 
O jornal americano "The Wall Street Journal" diz que três pessoas foram mortas por armas de fogo. A agência de notícias Reuters fala em cinco óbitos. 
A Reuters não diz se as vítimas foram atingidas por disparos de armas de fogo ou pisoteadas durante a confusão. Não está claro se os tiros foram disparados contra pessoas ou para o alto.

## Para onde vão os refugiados?
Os países vizinhos Paquistão e Irã registraram o maior número de refugiados e solicitantes de asilo no Afeganistão no ano passado. Quase 1 milhão e meio fugiu para o Paquistão em 2020, enquanto o Irã hospedou 780 mil, segundo dados do ACNUR. 
A Alemanha ficou em terceiro lugar, com mais de 180.000, enquanto a Turquia levou quase 130.000. 
Ao olhar para o número de requerentes de asilo apenas - aqueles que solicitaram refúgio em outro país, mas cujos pedidos ainda não foram atendidos - Turquia, Alemanha e Grécia encabeçam a lista, com cerca de 125.000, 33.000 e 20.000, respectivamente. 
Embora não haja requerentes de asilo afegãos no Irã, aqueles com cartão de refugiado - um documento oficial que reconhece sua condição - têm acesso aos sistemas de saúde e educação do país. 
Tanto o Paquistão quanto o Irã disseram que não podem lidar com um novo fluxo de refugiados afegãos. Autoridades de ambos os países disseram que quaisquer refugiados que chegarem terão que ficar em campos perto da fronteira até que possam retornar ao Afeganistão. 
O Uzbequistão disse que ajudará a transferir afegãos para terceiros países, mas só hospedará refugiados temporariamente. O governo do Tajiquistão ofereceu anteriormente aceitar até 100.000 refugiados, mas não está claro se algum já foi permitido. O Turcomenistão disse que seu espaço aéreo pode ser usado para voos de evacuação, mas não se comprometeu a receber refugiados. 
Forças de segurança turcas que patrulham a fronteira com o Irã ajudam uma família afegã exausta 
Na Turquia, o governo pediu aos países europeus que assumam a responsabilidade por qualquer nova crise de migrantes, dizendo que a Turquia não seria "a unidade de armazenamento de migrantes da Europa". O país intensificou a construção de um muro de fronteira com o Irã para impedir quem entra ilegalmente. 
Autoridades de vários países da União Europeia dizem que estão ansiosas para evitar uma repetição da crise migratória de 2015, quando houve uma reação populista contra a permissão de entrada de um grande número de refugiados sírios no território da UE. 
A França, que evacuou mais de 2.800 pessoas do aeroporto de Cabul, a maioria afegãos, indicou que aceitará alguns refugiados, mas não especificou um número. A Alemanha também não especificou um número, mas a chanceler Angela Merkel disse que até 40.000 pessoas ainda no país podem ter o direito de ser evacuadas para a Alemanha se sentirem que estão em perigo. 
Soldados poloneses ergueram uma cerca ao longo da fronteira com a Bielo-Rússia para impedir travessias ilegais 
Outros países da UE, como Áustria, Polônia e Suíça, disseram que não aceitarão novas chegadas de afegãos e estão aumentando a segurança de suas fronteiras para protegê-las contra chegadas ilegais. 
O Reino Unido disse que levará 5.000 afegãos em 2021 como parte de um esquema para reassentar 20.000 nos próximos anos, com foco naqueles em maior risco com o Talebã.

## Estatísticas
Entre os deslocados internos, o Afeganistão ocupava globalmente a sexta posição, tendo quase 3 milhões de pessoas que tiveram que deixar suas casas e ainda permanecem dentro do próprio país. Cerca de 65% da população deslocada interna e refugiada do Afeganistão são crianças e jovens. Das cerca de 500 mil pessoas afegãs forçadas a abandonar suas casas desde o início de 2021, aproximadamente 80% das são mulheres e crianças. 
A Agência da ONU para Refugiados continua preocupada com as violações dos direitos humanos contra civis neste contexto em evolução e segue trabalhando no país. Desde o início deste ano, o ACNUR prestou assistência emergencial a 230 mil pessoas, incluindo auxílio em dinheiro, kits de abrigo, apoio de higiene e outros itens essenciais de socorro.
Antes mesmo de o Talibã chegar a Cabul em agosto de 2021, a Acnur já havia registrado a chegada de 200 refugiados afegãos pela fronteira com o Irã. Desde o início deste ano, ao menos 400 mil afegãos se deslocaram internamente, sendo mais da metade a partir do mês de maio, depois de os EUA anunciarem a retirada das tropas. Desses 400 mil, 80% seriam mulheres e crianças. 
Dois dos países que fazem fronteira com o Afeganistão, Irã e Paquistão, já haviam notado um aumento do fluxo migratório conforme o Talibã avançava no território afegão. De acordo com a Acnur, o Irã possui 800 mil refugiados em seu território, sendo 780 mil somente de afegãos. 
Lar de mais de 1,4 milhão de refugiados afegãos, fugidos desde a primeira vez que o Talibã tomou o poder, o Paquistão já se preparava em Julho para receber até 700 mil afegãos. O governo, porém, alertou que não permitiria que os migrantes adentrassem no território, devendo permanecer em acampamentos próximos da fronteira. Agora que o fluxo começou, o governo reforçou essa posição. 

O Reino Unido, que agora não faz mais parte da União Europeia como antes, já disse que receberá 20 mil refugiados afegãos nos próximos anos, especialmente mulheres, crianças e minorias. Mas limitou o número a 5.000 para este ano. 